# Vinko Rosić
Vinko Rosić (Split, 22. svibnja 1941. – Vis, 9. lipnja 2006.) bio je hrvatski vaterpolist, osvajač srebrne medalje na Olimpijskim igrama u Tokiju 1964. godine.